# استیون تردرا
استیون رالف تردرا (به انگلیسی: Stephen Ralph Tredre) (زاده ۱۷ ژوئیهٔ ۱۹۶۳ - درگذشته ۸ دسامبر ۱۹۹۷) بازیگر و نویسنده اهل انگلیس بود که براساس سرطان استخوان درگذشت.

## زندگی شخصی
تردرا که پسر یک دکتر بود، در شهر لندن متولد شد. او در کالج اپسوم تحصیل کرد و در نقش اول نمایش‌نامه هملت، که در آن مدرسه اجرا می‌شد، حضور پیدا کرد. تردرا هم‌چنین مقالاتی برای مجله مدرسه نوشته که توسط برادرش ویرایش می‌شد. پس از تحصیل در رشته درام و زبان انگلیسی در دانشگاه اکستر، تردرا از آکادمی سلطنتی هنرهای دراماتیک فارغ‌التحصیل شد.

## فیلم‌شناسی
- فصل تاریک - ۱۹۹۱
- او-گرگ لندن - ۱۹۹۱
- بیل - ۱۹۹۰